# 永沼友由輝
永沼 友由輝（ながぬま ともゆき、本名同じ、1978年1月11日 - ）は、東京都出身の俳優。血液型O型。
所属劇団「PU-PU-JUICE」。

## 主な出演作品

### 映画
- バッシュメント
- a day
- 魍魎の匣
- 打姫オバカミーコ
- どこか空の下で
- ちゃんと伝える（監督：園子温、2009年8月）
- 天使の恋（監督：寒竹ゆり、2009年11月）
- ヤンキー女子高生3（監督：小南敏也、2010年1月）
- 紅いアイリン（監督：南雅史、2010年3月）
- わが凶状半生（監督：山村淳史、2010年4月）
- surely someday（監督：小栗旬、2010年7月）

### TV
- ついて行ったらこうなった5 悪徳商法緊急報告会（2009年、フジテレビ）

### ラジオ
- 渋谷人ファイル（渋谷FM）

### 雑誌
- BOON
- FINE
- THAI MAGAZINE

### 舞台
- SLA 第1回公演 - 第7回公演（2002年 - 2005年）
- THE　ワイルドパンチ 「パズル」（2003年）
- PU-PU-JUICE 第1回公演 『JUICE』（2006年）
- e-jackプロデュース 「ダーティーバード」（2006年）
- PU-PU-JUICE 第2回公演 『唾と蜜（つばとみつ）』（2006年、主演：大迫一平）
- Xmasワンナイト 「ONE NIGHT JACK」（2006年）
- PaniCrew 魁 LIVE（2006年）
- Pu-Pu-Clicquot Rose Labal 「THE EQUINOX」（2007年）
- PU-PU-JUICE 第3回公演 『MARRIAGE BLUE PLANET』（2007年、主演：大迫一平）
- ゴールドジム主催 骨髄バンクチャリティーイベント（2008年）
- PU-PU-JUICE 第5回公演 『R-18』（2008年、主演：大迫一平）
- レッドフェイスプロデュース 「爾汝の社」（2008年）
- 劇団グスタフ 「Last five days」（2008年）
- 劇団グスタフ 「光を下さい」（2008年）
- ケーズプロデュース 「N.M.L」（2008年）
- PU-PU-JUICE 第6回公演 『妄想協奏曲』（2008年、主演：大迫一平）
- PU-PU-JUICE 第7回公演 『汚れたアヒル』（2009年）
- レッドフェイスプロデュース 「吟子」（2009年）
- PU-PU-JUICE 第8回公演 『新・罪と罰』（2009年、主演：いしだ壱成）
- PU-PU-JUICE 第9回公演 『パニ☆ホス』（2009年、主演：加賀美早紀）
- PU-PU-JUICE 第10回公演 『結婚狂想曲』（2010年、主演：浅見れいな）